# ZSM-5

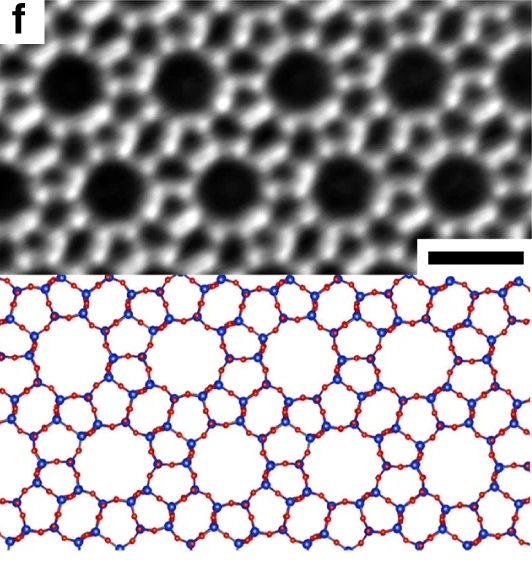
（上）：ZSM-5的电子显微照片
（下）：对应的十元环网的原子结构，蓝球：Si，红球：O.

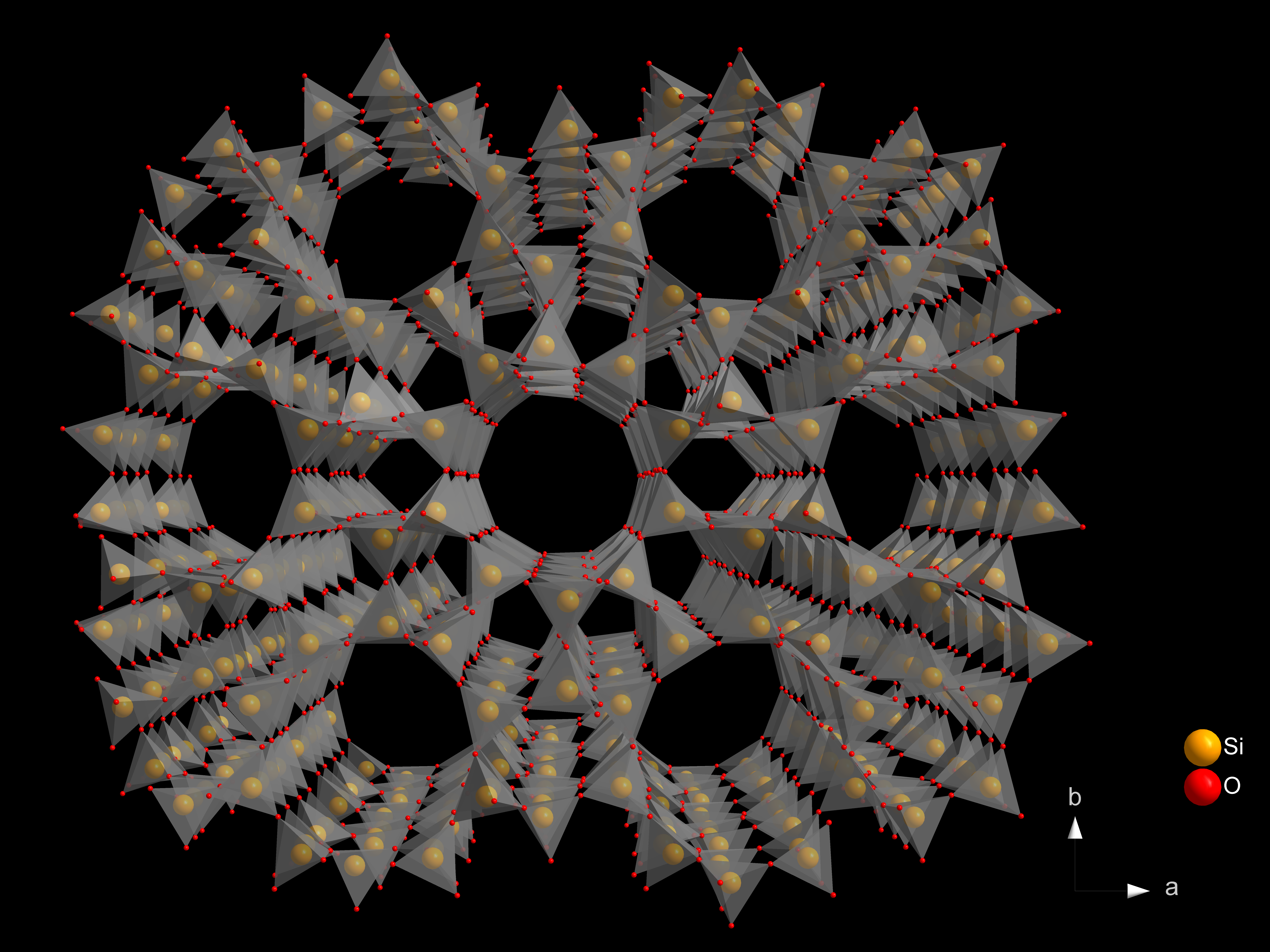
ZSM-5结构，显示出Al和Si的四面体型配位方式

ZSM-5（英文全称：Zeolite Socony Mobil–5, 国际沸石协会代号：MFI）是一种硅铝沸石分子筛系列，隶属双十元环交叉孔道型沸石系列。是双十元环交叉孔道型沸石的代表。根据国际沸石学会的命名规范，因此双十元环交叉孔道型沸石系列又称为MFI结构沸石（取自英文ZSM-five）。化学式为NanAlnSi96–nO192·16H2O (0<n<27)，IUPAC表示法：[AlxSi96-xO192]-MFI (x<27)。美孚石油公司于1975年为ZSM-5申请专利。其在石油化工行业作为非均相催化剂广泛运用于催化烃类异构化反应。 

## 结构

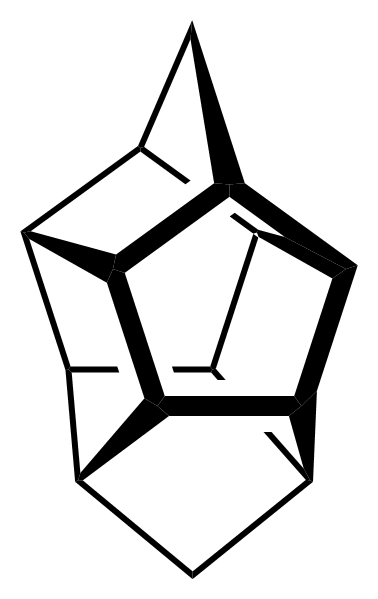
ZSM-5的五硅结构单元（pentasil unit）

ZSM-5是由五硅单元通过氧桥键相互连结形成的五硅链构成，一个五硅单元包含8个五元环，环的每个顶点由铝或硅原子构成，并假设顶点之间通过一个氧原子连结。五硅环通过形成五硅链通过氧桥键相互连结形成波浪状十元环网。和五硅单元一样，十元环每个顶点由硅或铝原子，顶点之间被视作由氧桥连接。每个波纹网通过氧桥连接，形成一个具有“平行于起伏延伸方向的直十元环孔道和垂直于波纹网的正弦波状十元环孔道”的结构。相邻的五硅网通过波浪起伏转折点间层与层相接。与波纹平行的通道的估计孔径为5.4–5.6 Å。一个ZSM-5的晶体学晶胞由96个四面体点位原子（即铝和硅）和192个八面体点位原子构成。补偿阳离子的个数取决于硅铝原子比（Si/Al比），ZSM-5系列沸石分子筛Si/Al比范围为12到无穷大。高温下为正交晶系（空间群：Pnma），但冷却至相变温度（在300 K 到350 K之间）以下时，变成单斜晶系（空间群：P21/n.1.13）。
ZSM-5催化剂最初由Robert Argauer和George Landolt在1969年合成。并确定其为十元环孔道的介孔沸石分子筛。其合成涉及三种溶液，第一种溶液含有Al3+，Na+和过量OH-，形成可溶性Al(OH)4−离子作为铝源。第二种溶液为阳离子表面活性剂四丙基铵溶液，起模板剂作用。第三种溶剂为硅溶胶作为硅源。三者混合得到过饱和的补偿阳离子为四丙基铵的ZSM-5，加热晶化就得到ZSM-5固体。

## 发明背景
五硅结构沸石是这类分子筛的根据其结构性质，特别是其X射线衍射图谱特征来定义的，ZSM-5是五硅结构沸石的商品名。
早在1967年，Argauer和Landolt就已经算出了合成ZSM-5的各种物料的摩尔比范围：OH−/SiO2 = 0.07–10, SiO2/Al2O3 = 5–100, H2O/SiO2 = 1–240。然而只有在诸如四丙基铵等有机胺作为形貌调控剂（模板剂）存在下，才能成功合成处纯相的ZSM-5。随后人们在期刊上发表了不需要非常昂贵、有毒且容易燃烧的有机胺模板剂的情况下合成ZSM-5的方法，也有的发表了胺类模版剂的替代品的合成方法。这些胺除了昂贵、有毒和易燃外，在受热分解时还会破坏ZSM-5结构。后面又人们又发表了Argauer和Landolt工艺的改进方法，旨在提高起始材料SiO2和Al2O3的反应性。

## 合成
ZSM-5作为合成沸石材料，其与ZSM-11相关。有很多ZSM-5合成方法，通用的方法为： 
由二氧化硅、铝酸钠、氢氧化钠组成的水溶液与四丙基溴化铵以特定比率混合，通过水热反应得到：
SiO2 + NaAlO2 + NaOH + N(CH2CH2CH3)4Br + H2O → ZSM-5 + 方沸石 + α-石英
ZSM-5一般遇到在有四氟乙烯内衬的高压釜经过高温高压水热反应得到，并且可以得到不同Si/Ai比的ZSM-5。

## 用途
ZSM-5属高Si/Al比沸石，且结构单元由硅氧四面体[SiO4]和铝氧四面体[AlO4]-构成，由于[SiO4]呈电中性而[AlO4]-带一个负电荷，为了保持整体电中性，需要H+进行电荷补偿，因此显示出强酸性（包括布朗斯特酸和路易斯酸特性），且酸强度与Al元素含量有关。
ZSM-5规则的三维结构和酸性可被用于烃类的异构化、烷基化等酸催化反应。其规律的孔道结构又赋予其具有择型催化的特性。比如催化间二甲苯异构化变成对二甲苯过程中，受限于ZSM-5孔道大小，对二甲苯具有比间二甲苯更高的扩散系数，使得对二甲苯分子能够沿着ZSM-5孔道穿梭，非常迅速地扩散出催化剂。这种对分子尺寸的选择特性使得异构化反应以高产率快速发生。

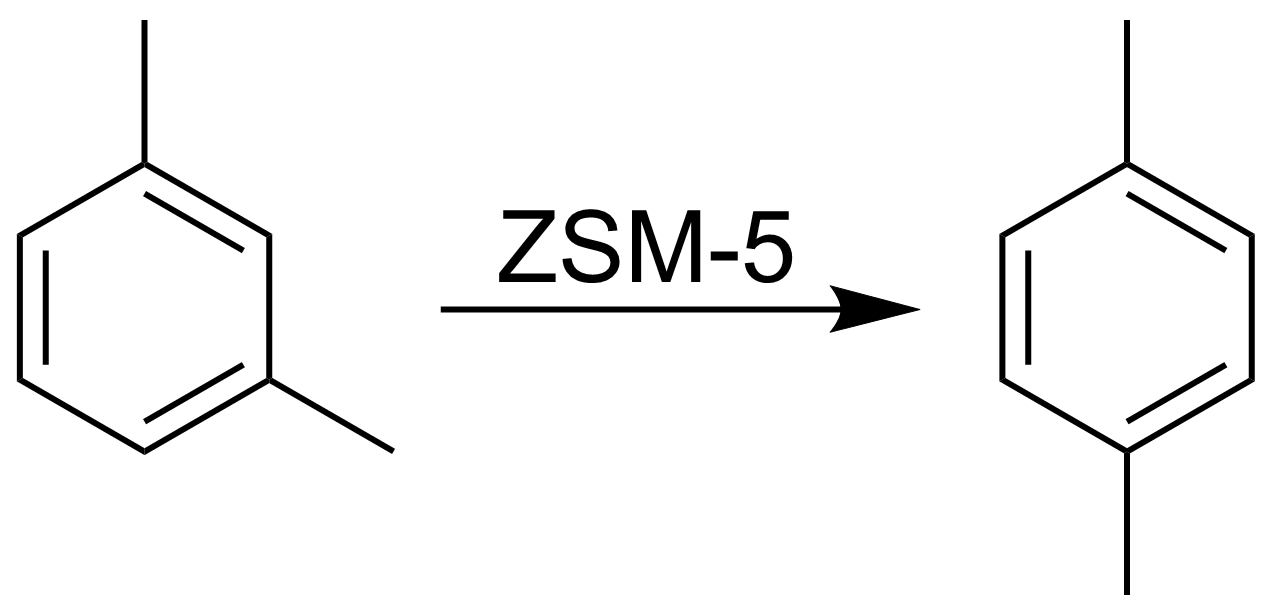
间二甲苯通过ZSM-5催化剂时发生异构化转变成对二甲苯

ZSM-5被用于催化剂载体。例如将铜沉积到ZSM-5上，当240-320°C的乙醇蒸汽通过时，乙醇脱去两个氢原子产生氢气，乙醇氧化变成乙醛。ZSM-5的特定孔径似乎有利于该工艺过程，该法也适用于其他醇和氧化。铜偶尔会与铬等其他金属结合，以微调反应路径和选择性，防止诸如乙酸等副产生成。同时催化烃类反应时，产生的副产物积碳堵塞ZSM-5孔道结构，导致催化效果下降也是一个不可忽视的问题。
ZSM-5也可以用于催化甲醇直接变成汽油。该技术也是美孚专利技术之一。